# Кайпанов Нуркожа Аралбекович
Нуркожа Аралбекович Кайпанов (каз. Нұрқожа Аралбекұлы Қайпанов; нар. 21 червня 1998, Аральськ, Аральський район, Кизил-Ординська область) — казахський борець вільного стилю, чемпіон та срібний призер чемпіонатів світу, триразовий чемпіон та срібний призер чемпіонатів Азії, срібний призер Всесвітніх ігор військовослужбовців.

## Життєпис
Народився 21 червня 1998 року в Аральську (Кизилординська область), але потім переїхав до Петропавловська і виступав за Північноказахстанську область У 2018 році став бронзовим призером чемпіонату Азії серед юніорів, а вже наступного року виграв перші серйозні змагання на дорослому рівні — став чемпіоном Азії.
У тому ж році у нього був шанс стати першим в історії країни чемпіоном світу з вільної боротьби. Турнір пройшов в Астані (тоді — Нур-Султан), і Кайпанов впевнено дійшов до фіналу: в одній восьмій фіналу казахстанець за 30 секунд переміг австралійського борця Джошуа Райлі з рахунком 10:0, а у чвертьфіналі з таким же рахунком взяв верх над британцем Ніколае Коджокару. У півфіналі Кайпанов переміг іранського борця Юнеса Емамі з рахунком 7:6. У фінальній схватці Нуркожа зустрічався з представником Росії Давидом Баєвим і першими набрав очки, але потім росіянин переборов суперника і переміг із рахунком 14:2.
На ліцензійному чемпіонаті світу-2023 Кайпанов виступав в олімпійській вазі до 74 кілограмів. Вже в 1/8 фіналу він поступився Кайлу Дейку зі США, а потім спортсмену з Японії Даїті Такатані у втішшній сутичці. У підсумку Нуркожа залишився без олімпійської ліцензії на поїздку в Париж. На тому ж чемпіонаті Різабек Айтмухан став першим чемпіоном світу з вільної боротьби з Казахстану.
Ще один шанс потрапити на Олімпіаду був у Кайпанова у квітні 2024 року. На ліцензійному турнірі в Бішкеці казахстанець дійшов до півфіналу, де поступився іранцю Юнесу Емамі з рахунком 0:11.
Однак у жовтні того ж року на чемпіонаті світу, що проводився в в неолімпійських вагових категоріях Кайпанов у звичній для себе вазі до 70 кг став другим представником Казахстану, що став чемпіоном світу з вільної боротьби.
У 2025 році Кайпанов переїхав до Алмати, щоб там тренуватися і виступати за це місто.

## Спортивні результати на міжнародних змаганнях

### Виступи на Чемпіонатах світу
| Змагання                        | Збірна    | Вагова категорія          | Місце  |
| ------------------------------- | --------- | ------------------------- | ------ |
| Чемпіонат світу з боротьби 2019 | Казахстан | вільна боротьба, до 70 кг | Срібло |
| Чемпіонат світу з боротьби 2021 | Казахстан | вільна боротьба, до 74 кг | 29     |
| Чемпіонат світу з боротьби 2022 | Казахстан | вільна боротьба, до 74 кг | 19     |
| Чемпіонат світу з боротьби 2023 | Казахстан | вільна боротьба, до 74 кг | 8      |
| Чемпіонат світу з боротьби 2024 | Казахстан | вільна боротьба, до 70 кг | Золото |

### Виступи на Чемпіонатах Азії
| Змагання                       | Збірна    | Вагова категорія          | Місце  |
| ------------------------------ | --------- | ------------------------- | ------ |
| Чемпіонат Азії з боротьби 2019 | Казахстан | вільна боротьба, до 70 кг | Золото |
| Чемпіонат Азії з боротьби 2021 | Казахстан | вільна боротьба, до 74 кг | Золото |
| Чемпіонат Азії з боротьби 2022 | Казахстан | вільна боротьба, до 74 кг | Срібло |
| Чемпіонат Азії з боротьби 2025 | Казахстан | вільна боротьба, до 74 кг | Золото |

### Виступи на Всесвітніх іграх військовослужбовців
| Змагання                                | Збірна    | Вагова категорія          | Місце  |
| --------------------------------------- | --------- | ------------------------- | ------ |
| Всесвітні ігри військовослужбовців 2019 | Казахстан | вільна боротьба, до 74 кг | Срібло |

### Виступи на Іграх ісламської солідарності
| Змагання                          | Збірна    | Вагова категорія          | Місце |
| --------------------------------- | --------- | ------------------------- | ----- |
| Ігри ісламської солідарності 2022 | Казахстан | вільна боротьба, до 74 кг | 5     |

### Виступи на інших змаганнях
| Змагання                                                      | Збірна    | Вагова категорія          | Місце  |
| ------------------------------------------------------------- | --------- | ------------------------- | ------ |
| Турнір Володимира Семенова 2018                               | Казахстан | вільна боротьба, до 70 кг | 7      |
| Міжнародний турнір Дінмухамеда Кунаєва 2018                   | Казахстан | вільна боротьба, до 70 кг | Срібло |
| Турнір міста Сассарі з боротьби 2019                          | Казахстан | вільна боротьба, до 70 кг | Золото |
| Меморіал Вацлава Циолковського 2019                           | Казахстан | вільна боротьба, до 70 кг | Срібло |
| Міжнародний турнір Дінмухамеда Кунаєва 2019                   | Казахстан | вільна боротьба, до 70 кг | 11     |
| Гран-прі «Іван Яригін» 2020                                   | Казахстан | вільна боротьба, до 74 кг | 9      |
| Меморіал Маттео Пелліконе 2021                                | Казахстан | вільна боротьба, до 74 кг | Бронза |
| Меморіал Вацлава Циолковського 2021                           | Казахстан | вільна боротьба, до 74 кг | 12     |
| Турнір Алі Алієва 2021                                        | Казахстан | вільна боротьба, до 74 кг | 20     |
| Гран-прі «Іван Яригін» 2022                                   | Казахстан | вільна боротьба, до 74 кг | 11     |
| Меморіал Болата Турлиханова 2022                              | Казахстан | вільна боротьба, до 74 кг | Бронза |
| Міжнародний турнір Дінмухамеда Кунаєва 2022                   | Казахстан | вільна боротьба, до 74 кг | Золото |
| Турнір К. У. Кожомкула і Р. Санатбаєва 2023                   | Казахстан | вільна боротьба, до 74 кг | 10     |
| Меморіал Імре Поляка та Яноша Варги 2023                      | Казахстан | вільна боротьба, до 74 кг | Срібло |
| Олімпійський кваліфікаційний турнір з боротьби 2024 (Бішкек)  | Казахстан | вільна боротьба, до 74 кг | Бронза |
| Олімпійський кваліфікаційний турнір з боротьби 2024 (Стамбул) | Казахстан | вільна боротьба, до 74 кг | 5      |
| Турнір Яшара Догу, Вехбі Емре і Гаміта Каплана 2025           | Казахстан | вільна боротьба, до 74 кг | Золото |

### Виступи на змаганнях молодших вікових груп
| Змагання                                      | Збірна    | Вагова категорія          | Місце  |
| --------------------------------------------- | --------- | ------------------------- | ------ |
| Чемпіонат світу з боротьби серед кадетів 2015 | Казахстан | вільна боротьба, до 69 кг | 9      |
| Чемпіонат Азії з боротьби серед юніорів 2018  | Казахстан | вільна боротьба, до 70 кг | Бронза |
| Чемпіонат світу з боротьби серед юніорів 2018 | Казахстан | вільна боротьба, до 70 кг | 9      |
| Чемпіонат світу з боротьби серед молоді 2021  | Казахстан | вільна боротьба, до 74 кг | 14     |